# Phrynobatrachus alleni
Phrynobatrachus alleni är en groddjursart som beskrevs av Parker 1936. Phrynobatrachus alleni ingår i släktet Phrynobatrachus och familjen Phrynobatrachidae. IUCN kategoriserar arten globalt som nära hotad. Inga underarter finns listade i Catalogue of Life.